# Briza lamarckiana
Briza lamarckiana är en gräsart som beskrevs av Christian Gottfried Daniel Nees von Esenbeck. Briza lamarckiana ingår i släktet darrgrässläktet, och familjen gräs. Inga underarter finns listade i Catalogue of Life.